# Traktor Tjeljabinsk
Traktor Tjeljabinsk (russisk: Тра́ктор Челябинск) er en ishockeyklub fra Tjeljabinsk i Rusland, som spiller Kontinentale Hockey-Liga. Klubbens hjemmebane er Traktor Isarena.
| Sport | Spire Denne artikel om sport er en spire som bør udbygges. Du er velkommen til at hjælpe Wikipedia ved at udvide den. |